# هارولد مارتن (سياسي)
هارولد مارتن (بالإنجليزية: Harold Martin)‏ هو سياسي أمريكي، ولد في 25 فبراير 1918، وتوفي في 19 أكتوبر 2010. نشط حزبياً في الحزب الديمقراطي. وقد انتخب مجلس مقاطعة بيرغن للحرفيين المختارين وانتخب عضو جمعية نيوجيرسي العامة.